# Picrostigeus brevicauda
Picrostigeus brevicauda är en stekelart som beskrevs av Horstmann 1994. Picrostigeus brevicauda ingår i släktet Picrostigeus och familjen brokparasitsteklar. Arten är reproducerande i Sverige. Inga underarter finns listade i Catalogue of Life.